# Diodon holocanthus

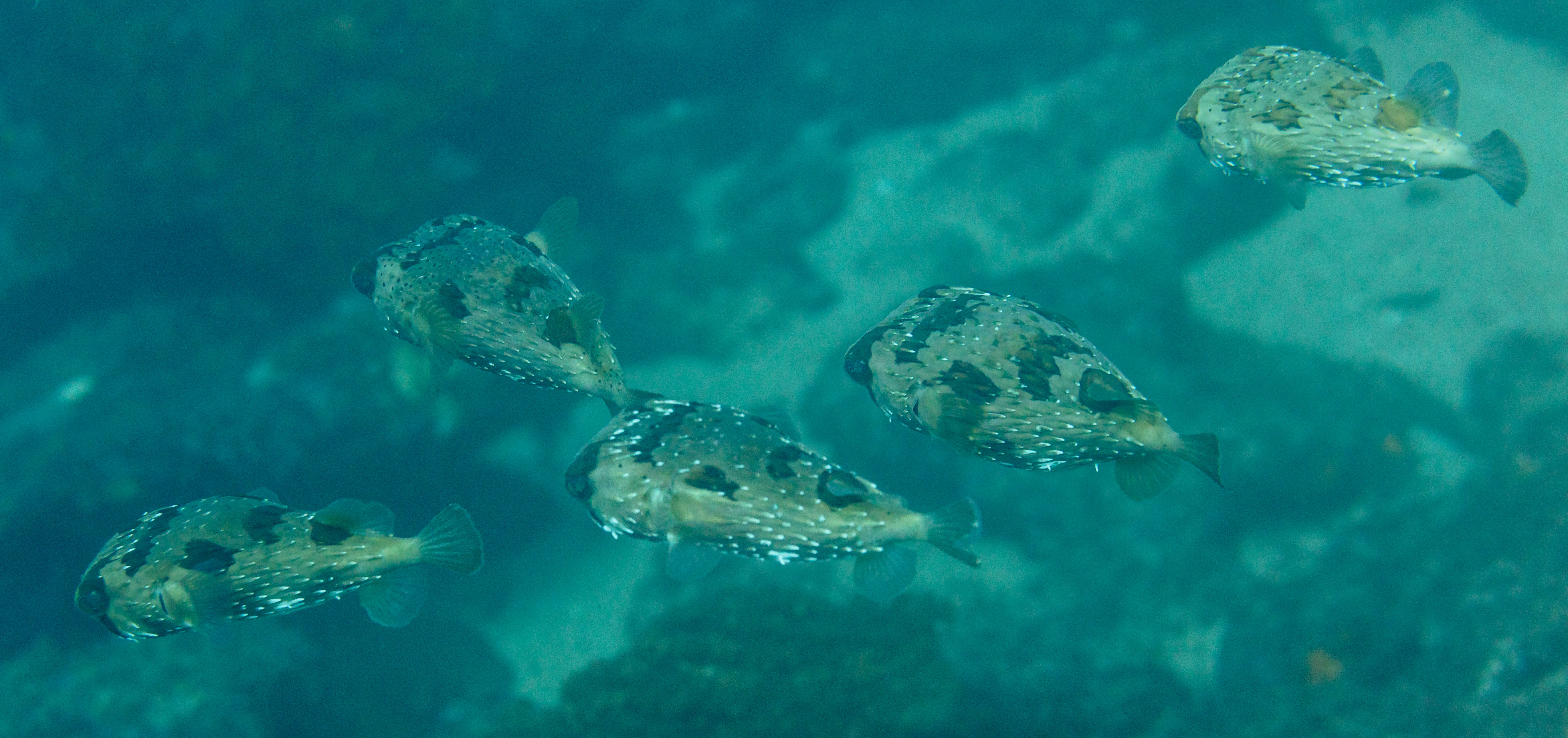
Grupo de peces erizo de espinas largas.

El pez erizo de espinas largas o pez globo espinoso (Diodon holocanthus) es una especie de peces de la familia Diodontidae, orden Tetraodontiformes. Los machos pueden llegar alcanzar los 50 cm de longitud total.
Se alimenta de moluscos, erizos de mar y cangrejos durante la noche. Es un pez de mar de clima tropical y asociado a los  arrecifes de coral que vive entre los 2 y los 200 m de profundidad de los océanos Atlántico, Índico y Pacífico.

## Galería de imágenes

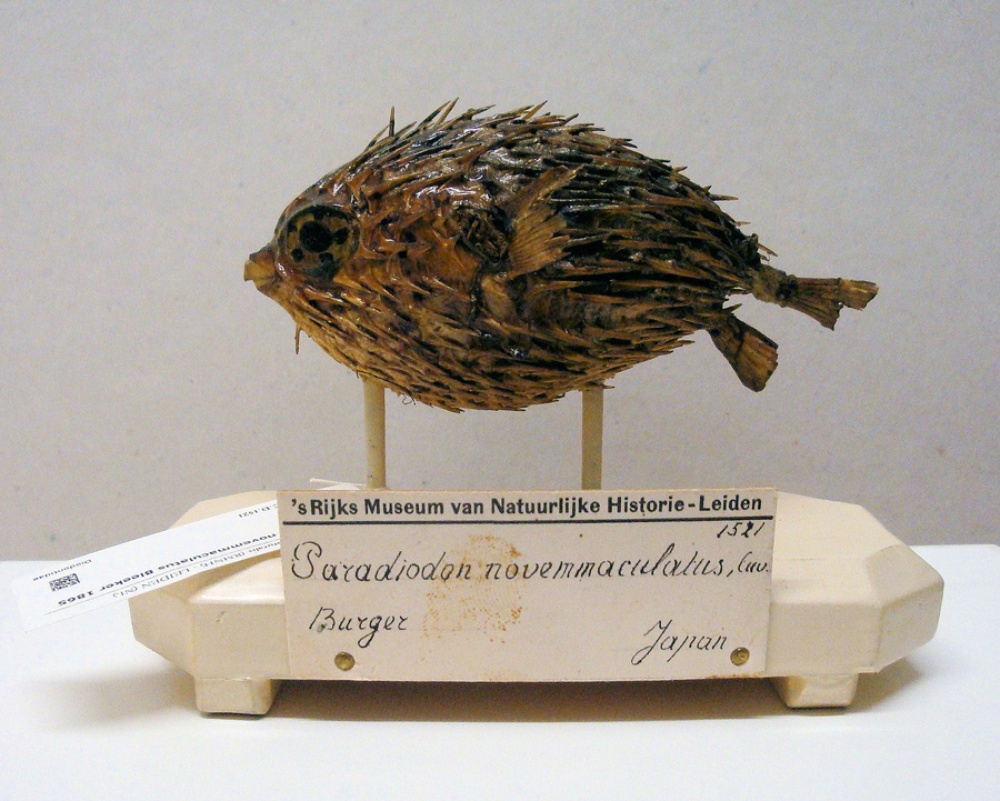
Espécimen de museo, vista lateral.
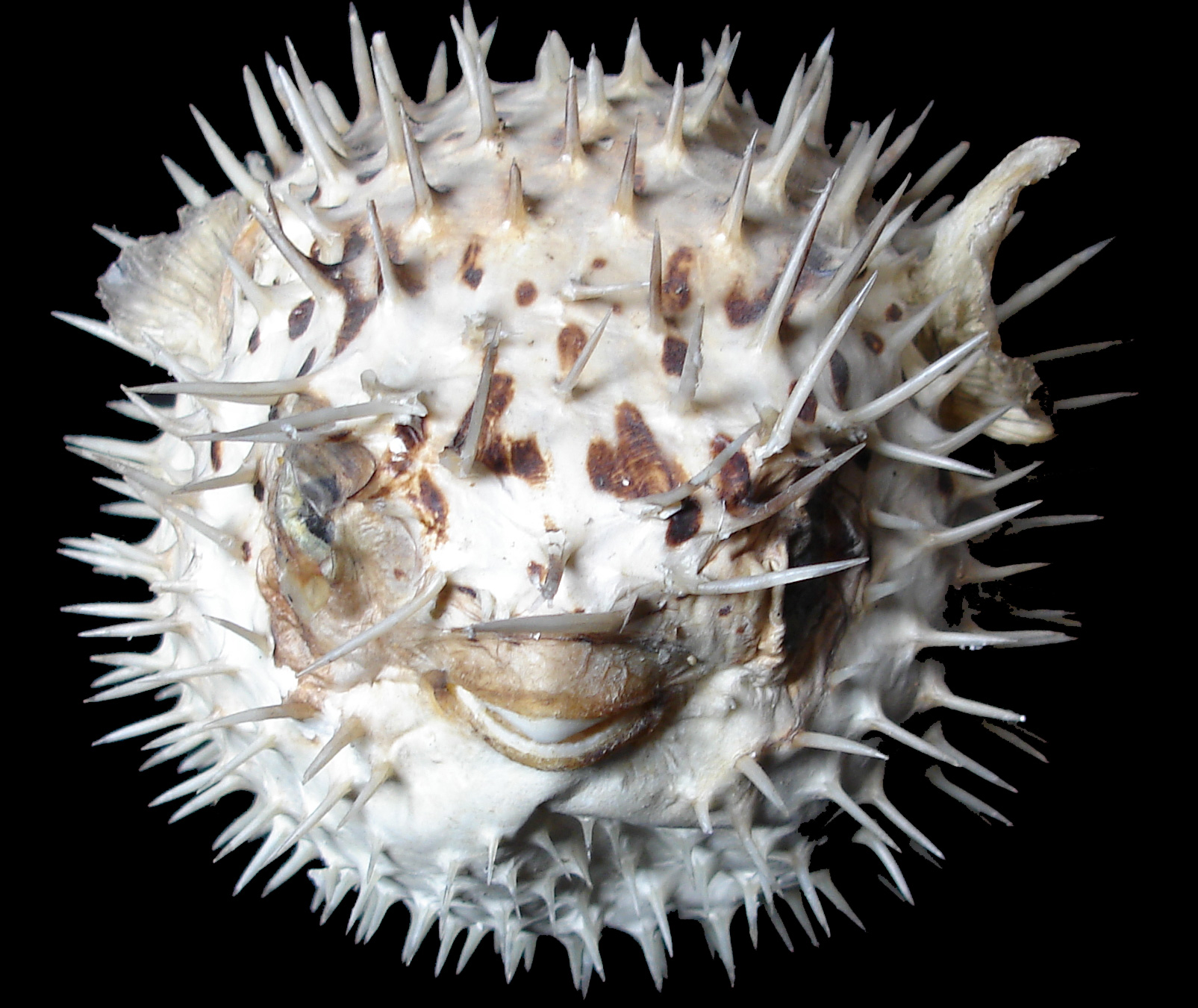
Espécimen de museo, vista frontal.
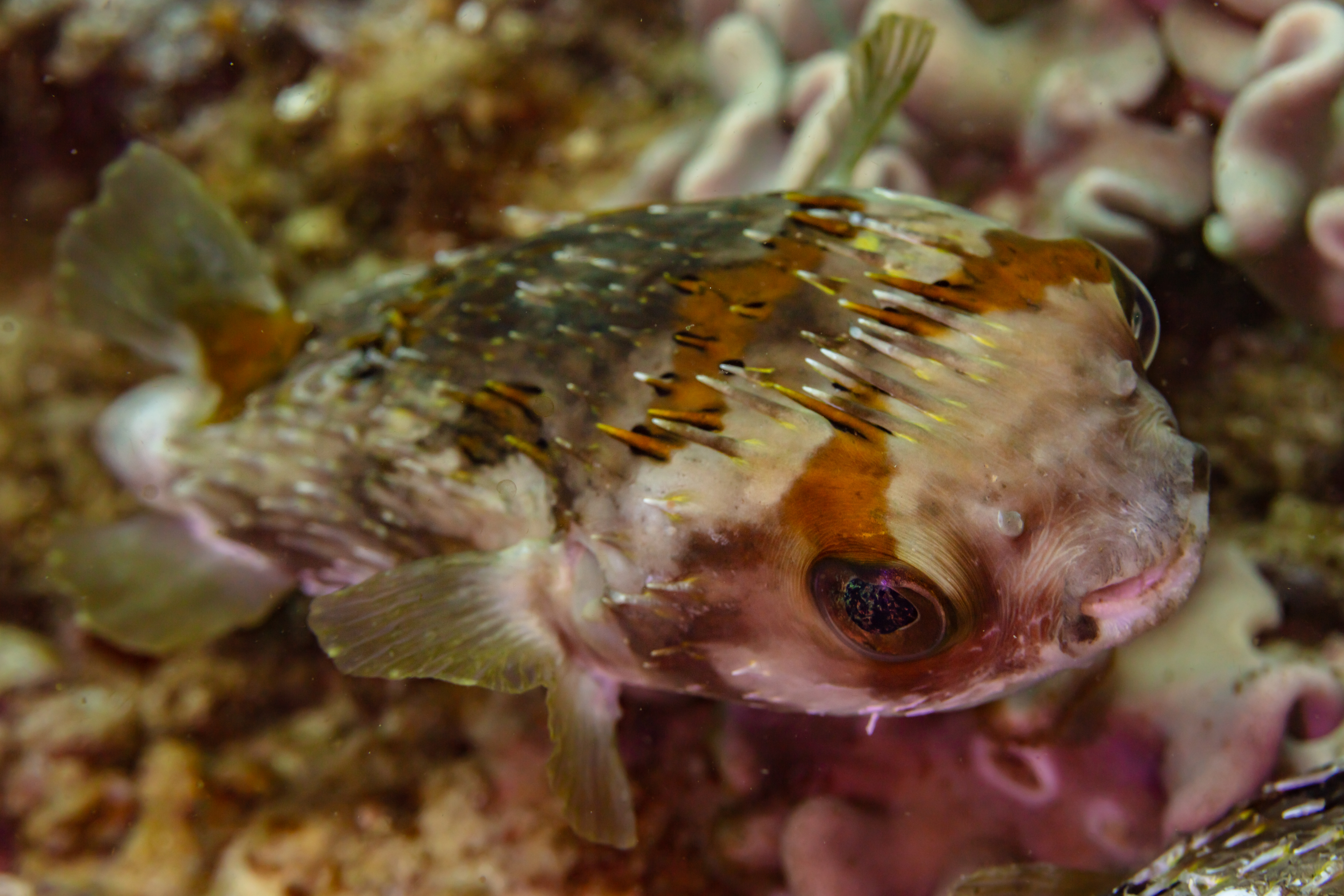
Ejemplar en Omán.
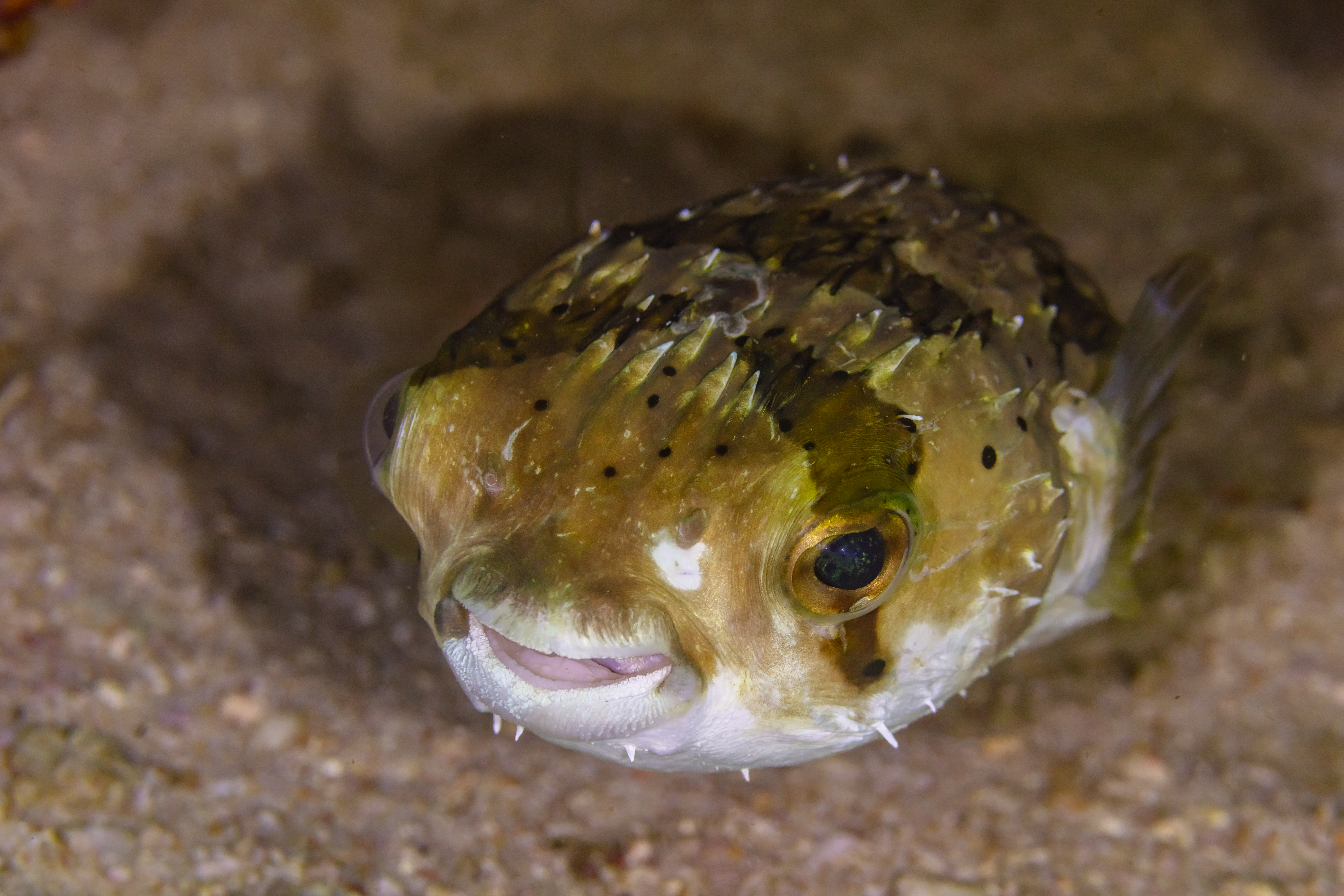
Detalle del frente.
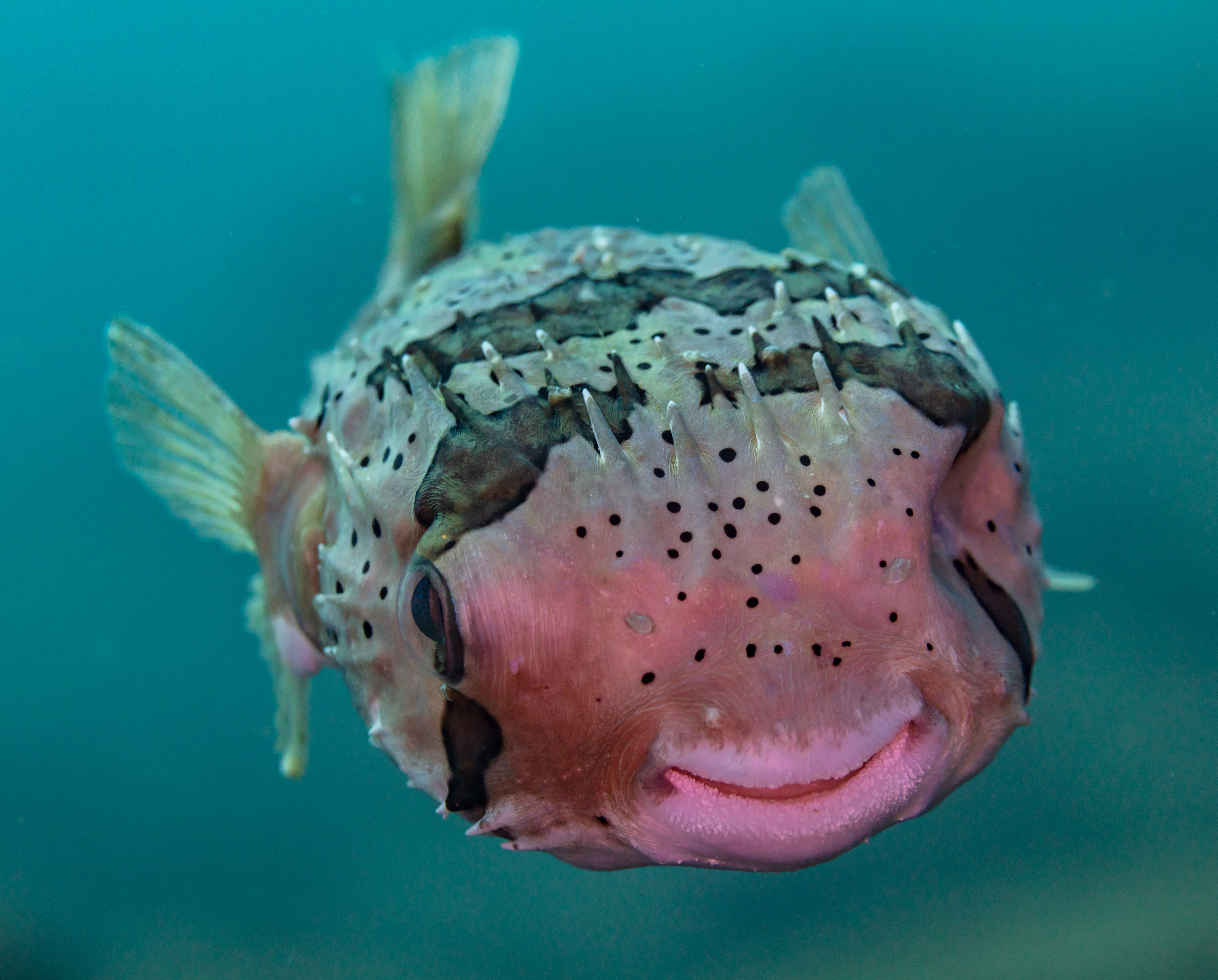
Ejemplar tuerto.